# ابرقهرمانان مارول (مجموعه تلویزیونی ۱۹۶۶)
ابرقهرمانان مارول (به انگلیسی: The Marvel Superheroes) یک مجموعه تلویزیونی در ژانر اکشن و ماجراجویی بر اساس کمیک بوک‌های کمپانی مارول کامیکس است که در دهه ۶۰ میلادی در قالب یک فصل ۶۵ قسمتی تولید شد. این انیمیشن، اولین انیمیشن مارول محسوب می‌شود. این انیمیشن شامل بخش‌های مختلفی بود که در هر بخش به یکی از ابرقهرمانان مارول می‌پرداخت. این ابرقهرمانان شامل مرد آهنی، ه‍الک شگفت‌انگیز، نیمور، کاپیتان آمریکا و ثور می‌شد. همچنین این انیمیشن به علت محدودیت‌های گرافیکی و متحرک سازی، به شکل آثار موشن کمیک درآمده بود و کاملاً فضای داستان‌های مصور را انتقال می‌داد.